# Su alteza serenísima
Su alteza serenísima es una película mexicana del 2000. Dirigida por Felipe Cazals, protagonizada por Alejandro Parodi y Ana Bertha Espín. Con un guion de Felipe Cazals narra, a manera de ficción, los últimos días de vida del dictador mexicano Antonio López de Santa Anna.

## Sinopsis
Antonio López de Santa Anna tiene 82 años y es un relevante personaje histórico de México. La película interroga: ¿quién era en realidad este general valeroso y admirado?, ¿por qué han sido excluidas sus hazañas de la historia oficial? y ¿es un héroe nacional o el traidor más grande de la patria? Su alteza serenísima acompaña a este controvertido personaje, once veces presidente mexicano, abandonado por todos, olvidado para siempre por sus amigos, durante los tres últimos días de su vida. En el ocaso, lejos del poder, el anciano dictador no se resigna a su suerte en tanto que su espacio histórico se cierra inexorablemente sobre su figura y sobre el final del siglo XIX.

## Elenco
- Alejandro Parodi - Antonio López de Santa Anna
- Ana Bertha Espín - Dolores Tosta de López de Santa Anna
- Rodolfo Arias - Padre Anfossi
- Ana Ofelia Murguía - La Salamandra
- Blanca Guerra - Rosa Otilia Reynaud
- José Carlos Ruiz - Máximo Huerta
- Pedro Armendáriz Jr - Coronel Lavín
- Isaura Espinoza - Venus Tallabas
- Jorge Hernández - Obispo Archundia

## Premios

### Premio Ariel(2001)
| Categoría                   | Persona              | Resultado |
| --------------------------- | -------------------- | --------- |
| Mejor Película              | Mejor Película       | Nominada  |
| Mejor Director              | Felipe Cazals        | Nominado  |
| Mejor Actor                 | Alejandro Parodi     | Nominado  |
| Mejor Actriz                | Ana Bertha Espín     | Ganadora  |
| Mejor Coactuación Masculina | Pedro Armendáriz Jr. | Nominado  |
| Mejor Coactuación Femenina  | Ana Ofelia Murguía   | Nominada  |
| Mejor Guion Original        | Felipe Cazals        | Nominado  |
| Mejor Fotografía            | Ángel Goded          | Nominado  |
| Mejor Música                | Zbigniew Paleta      | Nominado  |
| Mejor Diseño de Arte        | Eduardo López        | Nominado  |
| Mejor Ambientación          | Eduardo López        | Nominado  |